# Předseda Státní rady Čínské lidové republiky
Předseda Státní rady Čínské lidové republiky (čínsky v českém přepisu čung-chua žen-min kung-che-kuo kuo-wu-jüan cung-li, pchin-jinem zhōnghuá rénmín gònghéguó guówùyuàn zǒnglǐ, znaky zjednodušené 中华人民共和国国务院总理), běžně také Premiér Čínské lidové republiky, je hlavou Státní rady, nejvyššího orgánu výkonné moci Čínské lidové republiky. V prvních letech po vzniku Čínské lidové republiky (1949–1954) nesla funkce název předseda Státní administrativní rady Ústřední lidové vlády (čínsky pchin-jinem Zhōngyāng Rénmín Zhèngfǔ Zhèngwùyuàn Zǒnglǐ, znaky zjednodušené 中央人民政府政务院总理).
Předseda Státní rady (premiér) je navrhován prezidentem a schvalován parlamentem, Všečínským shromážděním lidových zástupců (VSLZ). Prezident ovšem předkládá návrh, na kterém se sjednotilo vedení Komunistické strany Číny. Funkční období premiéra je stejné jako volební období parlamentu, pět let; v úřadě může setrvat nejvýše dvě funkční období. Odvolán může být prezidentem, nebo parlamentem. Stojí v čele Státní rady a řídí její práci, její členy – místopředsedy, státní poradce, ministry a další – navrhuje ke schválení parlamentu.
Předseda Státní rady je jedním z nejvlivnější čínských politiků, po celou dobu existence Čínské lidové republiky je vždy členem nejužšího vedení Komunistické strany, jejího stálého výboru politbyra.
Od března 2023 je předsedou Státní rady Li Čchiang.

## Pravomoci a odpovědnosti
Předseda Státní rady 
- má za úkol plánování a implementaci národního hospodářského a sociálního rozvoje a státního rozpočtu[zdroj?]
- přebírá celkovou odpovědnost za práci Statní rady a zodpovídá se Všečínskému shromáždění lidových zástupců. Místopředseda (vicepremiér) a státní poradci mu pomáhají ve funkci a spolu s generálním tajemníkem Státní rady, ministry a generálním auditorem se mu zodpovídají
- předseda Státní rady dělá konečná rozhodnutí ve všech hlavních událostech Státní rady[zdroj?]
- dává stálému výboru Všečínského shromáždění lidových zástupců návrhy na jmenování nebo odvolání místopředsedy, státních poradců, ministrů, generálního auditora a generálního tajemníka
- rozhodnutí, vyhlášky, správní předpisy a regulace vyhlášené Státní radou, návrhy zákonů a návrhy na jmenování a odvolání podané stálému výboru Všečínského shromáždění lidových zástupců jsou právně platná až po jejich podpisu premiére

Premiérovy pravomoci a odpovědnosti jsou kodifikovány v ústavě.[zdroj?]
Premiér nemá pravomoc nad lidovou osvobozeneckou armádou; je předsedou Komise pro mobilizaci národní obrany a místopředsedou Národní bezpečnostní komise Komunistické strany Číny. Od 80. let 20. století existuje rozdělení odpovědnosti mezi premiérem a generálním tajemníkem (do 80. let předsedou) komunistické strany, kde premiér odpovídá za implementaci vládních nařízení, zatímco generální tajemník (resp. dříve předseda) shromažďuje politickou podporu.
Premiér je podporován několika vicepremiéry. Nejvýše postavený vicepremiér (místopředseda Státní rady) zastupuje premiéra v době jeho nepřítomnosti.

## Seznam předsedů Státní rady Čínské lidové republiky
| # | Portrét | Jméno | Volební období VSLZ | Funkční období | Funkční období | Státní rada (vláda) | Poznámky |
| # | Portrét | Jméno | Volební období VSLZ | Nástup do úřadu | Opuštění úřadu | Státní rada (vláda) | Poznámky |
| Předseda Státní administrativní rady Ústřední lidové vlády Čínské lidové republiky (1949–1954) Předseda Státní rady Čínské lidové republiky (od 1954) | Předseda Státní administrativní rady Ústřední lidové vlády Čínské lidové republiky (1949–1954) Předseda Státní rady Čínské lidové republiky (od 1954) | Předseda Státní administrativní rady Ústřední lidové vlády Čínské lidové republiky (1949–1954) Předseda Státní rady Čínské lidové republiky (od 1954) | Předseda Státní administrativní rady Ústřední lidové vlády Čínské lidové republiky (1949–1954) Předseda Státní rady Čínské lidové republiky (od 1954) | Předseda Státní administrativní rady Ústřední lidové vlády Čínské lidové republiky (1949–1954) Předseda Státní rady Čínské lidové republiky (od 1954) | Předseda Státní administrativní rady Ústřední lidové vlády Čínské lidové republiky (1949–1954) Předseda Státní rady Čínské lidové republiky (od 1954) | Předseda Státní administrativní rady Ústřední lidové vlády Čínské lidové republiky (1949–1954) Předseda Státní rady Čínské lidové republiky (od 1954) | Předseda Státní administrativní rady Ústřední lidové vlády Čínské lidové republiky (1949–1954) Předseda Státní rady Čínské lidové republiky (od 1954) |
| --- | --- | --- | --- | --- | --- | --- | --- |
| 1. | | Čou En-laj | – | 1. října 1949 | 15. září 1954 | Čou En-laj I | zemřel v úřadu |
| 1. | 1. | Čou En-laj | 15. září 1954 | 18. dubna 1959 | Čou En-laj II | | zemřel v úřadu |
| 1. | 2. | Čou En-laj | 18. dubna 1959 | 21. prosince 1964 | Čou En-laj III | | zemřel v úřadu |
| 1. | 3. | Čou En-laj | 21. prosince 1964 | 4. ledna 1975 | Čou En-laj IV | | zemřel v úřadu |
| 1. | 4. | Čou En-laj | 4. ledna 1975 | 8. ledna 1976 | Čou En-laj V | | zemřel v úřadu |
| 2. | 4. | | Chua Kuo-feng | 2. února 1976 | Čou En-laj V | 5. března 1978 | do 7. dubna 1976 úřadující předseda Státní rady |
| 2. | 5. | 5. března 1978 | Chua Kuo-feng | 10. září 1980 | Chua Kuo-feng | | |
| 3. | | Čao C’-jang | 5. | 10. září 1980 | Chua Kuo-feng | 6. června 1983 | |
| 3. | 6. | Čao C’-jang | 6. června 1983 | 24. listopadu 1987 | Čao C’-jang | | |
| 4. | 6. | | Li Pcheng | 24. listopadu 1987 | Čao C’-jang | 25. března 1988 | úřadující předseda Státní rady |
| 4. | 7. | 25. března 1988 | Li Pcheng | 15. března 1993 | Li Pcheng I | | |
| 4. | 8. | 15. března 1993 | Li Pcheng | 17. března 1998 | Li Pcheng II | | |
| 5. | | Ču Žung-ťi | 9. | 17. března 1998 | 16. března 2003 | Ču Žung-ťi | |
| 6. | | Wen Ťia-pao | 10. | 16. března 2003 | 16. března 2008 | Wen Ťia-pao I | |
| 6. | 11. | Wen Ťia-pao | 16. března 2008 | 15. března 2013 | Wen Ťia-pao II | | |
| 7. | | Li Kche-čchiang | 12. | 15. března 2013 | 19. března 2018 | Li Kche-čchiang I | |
| 7. | 13. | Li Kche-čchiang | 19. března 2018 | 11. března 2023 | Li Kche-čchiang II | | |
| 8. | | Li Čchiang | 14. | 11. března 2023 | úřadující | Li Čchiang | |